# Campeonato Argentino de Futebol de 2021 – Terceira Divisão (Torneo Federal A)
O Torneo Federal A do Campeonato Argentino de 2021, também conhecido como Torneo Federal A de 2021, foi a nona edição do Torneo Federal A, certame equivalente à terceira divisão do futebol argentino para clubes indiretamente afiliados à Associação do Futebol Argentino (AFA). A organização do campeonato esteve a cargo do Conselho Federal do Futebol Argentino (CFFA) e contou com a participação de 31 clubes. A temporada que começou em 10 de abril e terminou em 5 de dezembro, outorgou dois acessos para a Primera Nacional (segunda divisão) de 2022 e não rebaixou nenhum clube para o Torneo Regional Federal (quarta divisão) de 2022.
O campeão da edição foi o Club Social y Deportivo Madryn, da cidade de Puerto Madryn na província de Chubut, que levantou seu primeiro título do torneio e foi promovido à divisão superior. O outro promovido foi o Club Atlético Chaco For Ever, de Resistência na província de Chaco, vencedor do "mata-mata" pelo segundo acesso.

## Regulamento
O regulamento dividiu a competição em três fases: uma fase classificatória no no sistema de pontos corridos com jogos de ida e volta, uma fase final (jogo único pelo título) e uma fase eliminatória no sistema "mata-mata" (play-off) em jogos únicos. Na fase classificatória, os participantes foram colocados dois grupos: grupo A com 16 times e grupo B com 15 times. Ao final da fase de pontos corridos, o líder do grupo A enfrenta o líder do grupo B pelo título da divisão e pela acesso à segunda divisão do próximo ciclo. O perdedor da final junto com os clubes colocados do 2º ao 8º posto da fase classificatória disputarão um "mata-mata", em quatro rodadas com jogos únicos, pela segunda e última vaga para a segunda divisão de 2022. Por força do regulamento, não teremos nenhum clube rebaixado para o Torneo Regional Federal (quarta divisão regionalizada).

## Primeira fase

### Classificação do Grupo A
| Pos. | Equipes                      | P  | J  | V  | E  | D  | GP | GC | SG  |
| ---- | ---------------------------- | -- | -- | -- | -- | -- | -- | -- | --- |
| 1    | Deportivo Madryn             | 56 | 30 | 16 | 8  | 6  | 39 | 23 | 16  |
| 2    | Sol de Mayo                  | 50 | 30 | 13 | 11 | 6  | 32 | 24 | 8   |
| 3    | Cipolletti                   | 49 | 30 | 13 | 10 | 7  | 41 | 26 | 15  |
| 4    | Sportivo Peñarol (C)         | 49 | 30 | 13 | 10 | 7  | 44 | 38 | 6   |
| 5    | Olimpo                       | 49 | 30 | 14 | 7  | 9  | 42 | 32 | 10  |
| 6    | Independiente (C)            | 48 | 30 | 12 | 12 | 6  | 30 | 21 | 9   |
| 7    | Juventud Unida Universitario | 47 | 30 | 13 | 8  | 9  | 28 | 18 | 10  |
| 8    | Villa Mitre                  | 45 | 30 | 12 | 9  | 9  | 35 | 28 | 7   |
| 9    | Desamparados                 | 43 | 30 | 11 | 10 | 9  | 29 | 37 | −8  |
| 10   | Ferro Carril Oeste (GP)      | 43 | 30 | 13 | 4  | 13 | 39 | 38 | 1   |
| 11   | Sansinena                    | 40 | 30 | 10 | 10 | 10 | 38 | 37 | 1   |
| 12   | Ciudad de Bolívar            | 38 | 30 | 9  | 11 | 10 | 30 | 28 | 2   |
| 13   | Huracán Las Heras            | 35 | 30 | 9  | 8  | 13 | 38 | 40 | −2  |
| 14   | Deportivo Camioneros         | 29 | 30 | 7  | 8  | 15 | 25 | 34 | −9  |
| 15   | Sportivo Estudiantes (SL)    | 15 | 30 | 2  | 9  | 19 | 18 | 48 | −30 |
| 16   | Círculo Deportivo            | 13 | 30 | 2  | 7  | 21 | 18 | 54 | −36 |

|                                 | Classificado para a fase final e para a Copa da Argentina de 2022                            |
|                                 | Classificados para a primeira rodada da fase eliminatória e para a Copa da Argentina de 2022 |
|                                 | Classificados para a primeira rodada da fase eliminatória                                    |
| Fonte: Soccerway — Solo Ascenso |                                                                                              |

### Classificação do Grupo B
| Pos. | Equipes                      | P  | J  | V  | E  | D  | GP | GC | SG  |
| ---- | ---------------------------- | -- | -- | -- | -- | -- | -- | -- | --- |
| 1    | Racing (C)                   | 57 | 28 | 16 | 9  | 3  | 43 | 16 | 27  |
| 2    | Gimnasia y Tiro (S)          | 55 | 28 | 15 | 10 | 3  | 36 | 20 | 16  |
| 3    | Central Norte (S)            | 49 | 28 | 12 | 13 | 3  | 40 | 22 | 18  |
| 4    | Chaco For Ever               | 47 | 28 | 12 | 11 | 5  | 33 | 20 | 13  |
| 5    | Sportivo Las Parejas         | 41 | 28 | 11 | 8  | 9  | 34 | 28 | 6   |
| 6    | Defensores de Pronunciamento | 38 | 28 | 10 | 8  | 10 | 32 | 32 | 0   |
| 7    | Juventud Unida (G)           | 38 | 28 | 10 | 8  | 10 | 28 | 34 | −6  |
| 8    | Defensores de Belgrano (VR)  | 37 | 28 | 10 | 7  | 11 | 36 | 40 | −4  |
| 9    | Sarmiento (R)                | 36 | 28 | 9  | 9  | 10 | 38 | 41 | −3  |
| 10   | Boca Unidos                  | 33 | 28 | 7  | 12 | 9  | 38 | 36 | 2   |
| 11   | Unión (S)                    | 30 | 28 | 7  | 9  | 12 | 28 | 40 | −12 |
| 12   | Douglas Haig                 | 27 | 28 | 7  | 6  | 15 | 19 | 25 | −6  |
| 13   | Sportivo Belgrano            | 26 | 28 | 5  | 11 | 12 | 25 | 35 | −10 |
| 14   | Gimnasia y Esgrima (CdU)     | 26 | 28 | 7  | 5  | 16 | 21 | 42 | −21 |
| 15   | Crucero del Norte            | 22 | 28 | 4  | 10 | 14 | 19 | 39 | −20 |

|                                 | Classificado para a fase final e para a Copa da Argentina de 2022                            |
|                                 | Classificados para a primeira rodada da fase eliminatória e para a Copa da Argentina de 2022 |
|                                 | Classificados para a primeira rodada da fase eliminatória                                    |
| Fonte: Soccerway — Solo Ascenso |                                                                                              |

## Fase final
| Chave | Equipe 1         | Resultado | Equipe 2           | Fonte         |
| ----- | ---------------- | --------- | ------------------ | ------------- |
| —     | Deportivo Madryn | 1 — 0     | 0Racing de Córdoba | [ TyC Sports] |

## Fase eliminatória

### Primeira rodada
| Chave | Equipe 1              | Resultado | Equipe 2                      | Fonte      |
| ----- | --------------------- | --------- | ----------------------------- | ---------- |
| 1     | Gimnasia y Tiro (S)0  | 2 — 1     | 0Villa Mitre                  | TyC Sports |
| 2     | Sol de Mayo0          | 2 — 4     | 0Defensores de Belgrano (VR)  | TyC Sports |
| 3     | Central Norte (S)0    | 1 — 0     | 0Juventud Unida Universitario | TyC Sports |
| 4     | Cipolletti0           | 1 — 0     | 0Juventud Unida (G)           | TyC Sports |
| 5     | Chaco For Ever0       | 2 — 1     | 0Independiente (C)            | TyC Sports |
| 6     | Sportivo Peñarol (C)0 | 2 — 5     | 0Defensores de Pronunciamento | TyC Sports |
| 7     | Olimpo0               | 3 — 1     | 0Sportivo Las Parejas         | TyC Sports |

### Segunda rodada
| Chave | Equipe 1             | Resultado        | Equipe 2                      | Fonte      |
| ----- | -------------------- | ---------------- | ----------------------------- | ---------- |
| 1     | Racing (C)0          | 2 — 0            | 0Defensores de Belgrano (VR)  | TyC Sports |
| 2     | Gimnasia y Tiro (S)0 | 3 — 2            | 0Defensores de Pronunciamento | TyC Sports |
| 3     | Central Norte (S)0   | 0 — 0 (5–4 pen.) | 0Olimpo                       | TyC Sports |
| 4     | Cipolletti0          | 0 — 0 (3–4 pen.) | 0Chaco For Ever               | TyC Sports |

### Terceira rodada
| Chave | Equipe 1             | Resultado        | Equipe 2           | Fonte      |
| ----- | -------------------- | ---------------- | ------------------ | ---------- |
| 1     | Gimnasia y Tiro (S)0 | 2 — 1            | 0Central Norte (S) | TyC Sports |
| 2     | Racing (C)0          | 1 — 1 (3–4 pen.) | 0Chaco For Ever    | TyC Sports |

### Quarta rodada
| Chave | Equipe 1             | Resultado | Equipe 2        | Fonte      |
| ----- | -------------------- | --------- | --------------- | ---------- |
| —     | Gimnasia y Tiro (S)0 | 0 — 1     | 0Chaco For Ever | TyC Sports |

## Premiação
| Campeonato Argentino de Futebol de 2021 Torneo Federal A de 2021       |
| Chubut                                                                 |
| ---------------------------------------------------------------------- |
| Club Social y Deportivo Madryn Campeão (1º título do Torneo Federal A) |